# 시 (단위)

자정부터 오전 1시까지. 24시간 디지털 시계.

12시부터 1시까지. 12시간 아날로그 시계.

시(時, 기호: h, 영어: hour) 또는 시간(時間)은 시간의 단위이다. 1시간은 역사적으로 지구에서 하루(보다 정확하게는 1 평균태양일)의 ⁠1/24⁠에 해당하는 시간 간격으로 정의되어 왔다. 이 단위는 지구 자전의 장기적 변화로 인해 일정하지 않기 때문에, 시간 단위는 결국 지구 자전으로부터 분리되어 원자적 또는 물리적인 초 단위로 정의되었다. SI 단위는 아니지만 SI와 같이 사용된다. 현재 근대 미터법에서 초가 시간의 기본 단위이기 때문에 1시간은 1초의 3,600배로 정의된다. 그러나 드문 경우에 한 시간은 태양시의 차이로 인해 발생한 오차를 보정하기 위하여 양 또는 음의 윤초를 포함할 수도 있다. 01분은 60초이고, 01시간은 60분이다.

## 명칭
시의 영어 낱말 아워(hour)는 앵글로노르만어 houre와 중세 영어 ure의 발전된 형태이며, 이 용어들은 13세기 처음 증명되었다.

## 정의
- 01시간 = 60분
- 01시간 = 3600초
- 01시간 = 01/24일
- 하루 = 86400초
- 하루 = 24시간

## 같이 보기
- 호라이
- 율리우스일
- 시간 전례